# Jocurile Mondiale ale Polițiștilor și Pompierilor
Jocurile Mondiale ale Polițiștilor și Pompierilor este un eveniment atletic bienal, deschis pentru forțele de ordine active și pensionate pentru personalul serviciilor de pompieri din întreaga lume. Federația WPFG colaborează cu Federația Atletică a Poliției din California (CPAF),  o organizație americană non-profit.

## Istorie
Jocurile Olimpice de Poliție din California au avut loc pentru prima dată în 1967. Conceptul a evoluat de-a lungul anilor și a condus la crearea Federației Mondiale de Poliție și Pompieri – o organizație non-profit, condusă de Federația de Atletism a Poliției din California – în anul 1983. Doi ani mai târziu, în 1985, au avut loc primele Jocuri Mondiale de Poliție și Pompieri în San Jose, California, SUA, cu aproape 5.000 de concurenți. 
În anul 2013 Jocurile Mondiale ale Polițiștilor și Pompierilor au fost la Belfast, Irlanda de Nord tot în acea perioadă la începutul anilor 2010, Regatul Unit a mai găzduit Jocurile Olimpice de vară din 2012 la Londra, Anglia  și  în anul 2014 Glasgow, Scoția a găzduit Jocurile Commonwealth, prima dată când toate cele trei evenimente au fost găzduite de aceeași națiune consecutiv.
În anul 2015 orașul gazdă al Jocurilor Mondiale ale Polițiștilor și Pompierilor a fost Fairfax, Virginia, în Statele Unite, cu locații situate în jurul zonei metropolitane din Washington.
În anul 2019 orașul gazdă a fost Chengdu din China.
WPFG 2021 au fost amânate până în 2022 din cauza pandemiei COVID-19.
În 2022, orașul gazdă va fi Rotterdam, Olanda, iar următorul  oraș gazdă va fi Winnipeg, Manitoba, în Canada.

## Locații Jocuri
| Ediția | Anul | Orașul                | Țara                       | Rezultate |
| ------ | ---- | --------------------- | -------------------------- | --------- |
| 1      | 1985 | San Jose, California  | Statele Unite ale Americii | [ 1 ]     |
| 2      | 1987 | San Diego, California | Statele Unite ale Americii | [ 2 ]     |
| 3      | 1989 | Vancouver             | Canada                     | [ 3 ]     |
| 4      | 1991 | Memphis, Tennessee    | Statele Unite ale Americii | [ 4 ]     |
| 5      | 1993 | Colorado Springs      | Statele Unite ale Americii | [ 5 ]     |
| 6      | 1995 | Melbourne             | Australia                  | [ 6 ]     |
| 7      | 1997 | Calgary               | Canada                     | [ 7 ]     |
| 8      | 1999 | Stockholm             | Suedia                     | [ 8 ]     |
| 9      | 2001 | Indianapolis          | Statele Unite ale Americii | [ 9 ]     |
| 10     | 2003 | Barcelona             | Spania                     | [ 10 ]    |
| 11     | 2005 | Québec City           | Canada                     | [ 11 ]    |
| 12     | 2007 | Adelaide              | Australia                  | [ 12 ]    |
| 13     | 2009 | Burnaby               | Canada                     | [ 13 ]    |
| 14     | 2011 | New York City         | Statele Unite ale Americii | [ 14 ]    |
| 15     | 2013 | Belfast               | Regatul Unit               | [ 15 ]    |
| 16     | 2015 | Fairfax County        | Statele Unite ale Americii | [ 16 ]    |
| 17     | 2017 | Los Angeles           | Statele Unite ale Americii | [ 17 ]    |
| 18     | 2019 | Chengdu               | China                      | [ 18 ]    |
| 19     | 2022 | Rotterdam             | Țările de Jos              | TBD       |
| 20     | 2023 | Winnipeg              | Canada                     | TBD       |
| 21     | 2025 | Birmingham            | Statele Unite ale Americii | TBD       |

Sportivii lotului Inspectoratul General pentru Situații de Urgență(|I.G.S.U.) al României la Jocuri Mondiale ale Polițiștilor și Pompierilor a obținut următoarele rezultate:
- 2011 – New York – SUA (medalii: 19 - aur, 18-argint, 11-bronz)[14];
- 2013– Belfast – Irlanda de Nord(51 – medalii din care: 22- aur, 16 – argint, 13 de bronz[19].);
- 2015 – Fairfax –  Virginia – SUA (41 de medalii dintre care: 13 de aur, 19 de argint și 9 de bronz [20].)
- 2017 – Los Angeles – SUA;
- 2019 – Chengu – China (medalii – 80[21]).

## Vezi
- en  Jocurile Mondiale ale Pompierilor
- ro  Jocuri Mondiale Pompieri, Portal Concursuri pompieri România